# Modern Times Group
A Modern Times Group (MTG) egy svéd nemzetközi szórakoztatóipari csoport, melynek központja Svédországban található.
Ingyenes (szabadon fogható) és fizetős TV csatornákat kínál többnyire TV3, TV6 és Viasat néven, továbbá egyes területeken on demand tartalmakat is.
Szokás Viasat-cégcsoportként is emlegetni, mivel sok csatornájuk a Viasat nevet viseli.
2018. július 1-jétől a televíziós és rádiós üzletág kivált az MTG-ből és Nordic Entertainment Group AB. néven, önálló vállalatként üzemel tovább.

## Története
Az MTG története 1987-ben kezdődött Svédországban a TV3 nevű általános szórakoztató csatorna elindításával.
2003-ban házon belül kezdték el az ismeretterjesztő csatornáik előállítását a Viasat műholdas TV platform részére Skandináviában és a Baltikumban. A következő 12 évben Kelet- és Közép-Európában, Oroszországban, a FÁK-ban, Afrikában és a világ más országaiban terjeszkedtek ezen csatornáikkal.
2015 októberében kivált az MTG-ből az ismeretterjesztős üzletág, független céggé váltak, és nézők körében közkedvelt TV csatornáiknak nevét felhasználva, 2016 májusában az MTG World-ről Viasat World-re változott a kivált cég elnevezése.
A Nordic Entertainment Group (NENT Group) önálló cégként működik 2018. július 1-jétől. A székhelye Stockholmban található, a NENT Group a Modern Times Group MTG AB részét képezi.

## Története Magyarországon
A cég magyarországi története 2000-ben kezdődött amikor felvásárolták a magyar Alfa TV-t, és átnevezték Viasat 3-ra. Az eredeti terv szerint a csatorna új neve TV3 lett volna, úgy ahogyan a többi országban is volt, ahol csatornákat üzemeltetnek, azonban Magyarországon a 2000-es év elejéig még létezett TV3 néven csatorna, így annak korábbi tulajdonosai nem engedték a TV3 név használatát.
2007 végétől egy újabb csatornájuk tesztadásának sugárzása kezdődött meg, majd 2008. január 28-án indult el TV6 néven. A tulajdonosok bízva abban, hogy a Viasat 3, még megörökölheti a néhai TV3 nevét, TV6 néven kezdték meg új csatornájuk sugárzását. De miután remény nem maradt erre, ezt a csatornát is Viasat 6-ra nevezték át úgy, hogy se a logóját, se a műsorkínálatát nem érintette változás, csak a nevét mondták másképp.
így az MTG-cégcsoport egyedüliként Magyarországon (különben a világon is egyedüliként) továbbra is Viasat 3 néven sugározza a csatorna műsorát, és a Viasat 6-ot sem emlegetik már TV6-ként.
2013. április 1-jén mindkét csatorna átállt 16:9-es képarányra.
2015. február 11-én a Sony Pictures Television (SPT) Networks megegyezett a Modern Times Grouppal (MTG) a Viasat 3 és Viasat 6 kereskedelmi csatornák, illetve a Viasat Play catch-up szolgáltatás megvásárlásáról, hogy tovább bővítse magyarországi portfólióját, mely addig az AXN, Viasat 2 (akkor még AXN White, később Sony Max) és Viasat Film (akkor még AXN Black, később Sony Movie Channel) lineáris csatornákat, valamint az AXN Now és AXN Player digitális szolgáltatásokat tartalmazta.
2016 januárjában a két Viasat-csatorna weboldala megújult, így már egységes az AXN-csatornákéval.
A Viasat 3 csatorna HD változatát már nem az eredeti tulajdonos, hanem a Sony indította el 2017 szeptemberében.

## Ingyenes csatornáik
| Csatorna típusa                     | Svédország                | Norvégia     | Dánia                      | Bulgária (95%)                                              |
| ----------------------------------- | ------------------------- | ------------ | -------------------------- | ----------------------------------------------------------- |
| Általános szórakoztató              | TV3 Svédország            | TV3 Norvégia | TV3 Dánia                  | Nova TV (ingyenes)                                          |
| Általános szórakoztató (másodlagos) | TV6 Svédország (ingyenes) | Viasat 4     | TV3+ Dánia                 | Diema                                                       |
| Kiegészítő                          | TV8 TV10 TV3 Sport        | TV6 Norvégia | TV3 Puls TV3 Max TV3 Sport | Diema Family Kino Nova Nova Sport Diema Sport Diema Sport 2 |

## Fizetős csatornáik
Számtalan fizetős TV csatornát is üzemeltetnek, ezek általában valamilyen tematikát követnek.

### Minden Skandináv országban elérhető csatornák
- V Film Premiere (SD/HD)
- V Film Action (SD/HD)
- V Film Family
- V Film Hits
- V Series (SD/HD)
- eSportsTV (HD)
- V Sport Golf (SD/HD) (kivéve Dánia)
- V Sport Vinter (SD/HD) (kivéve Dánia)
- V Sport Ultra HD (UHD) (kivéve Dánia)

### Svédországban elérhető csatornák
- V Sport Sweden (korábbi nevén Viasat Sport 1 Viasat Sport) (SD/HD)
- V Sport Fotboll (korábbi nevén Viasat Sport 2 Viasat Fotboll) (SD/HD)
- V Sport Motor (korábbi nevén Viasat Sport 3 Viasat Motor) (SD/HD)
- V Sport Premium HD (HD)
- V sport extra
- V sport 1
- V sport live
- V Film Premiere (SD/HD)
- V Film Action (SD/HD)
- V Film Family
- V Film Hits
- V Series (SD/HD)

### Norvégiában elérhető csatornák
- V Sport Norge (SD/HD)
- V Sport Fotball (2009. szeptember 15-től) (SD/HD)
- V Sport Motor (korábbi nevén Viasat Sport 3) (SD/HD)
- V sport +
- V sport 1
- V Sport 2
- V Sport 3
- V Sport Golf
- V Sport Ultra HD
- V Sport Live
- V Sport Premier League
- V Sport Premier League 1
- V Sport Premier League 2
- V Sport Premier League 3
- V Sport Premier League 4

### Finnországban elérhető csatornák
- V Sport+ Suomi (HD)
- V Sport1 Suomi (HD)
- V Sport2 Suomi (HD)
- V Sport Premium
- V sport 1
- V sport football
- V sport vinter
- V sport golf
- V sport ultra HD
- V sport live
- V Film Premiere (SD/HD)
- V Film Action (SD/HD)
- V Film Family
- V Film Hits
- V Series (SD/HD)